# Dębiesznica
Dębiesznica – struga na Wyżynie Częstochowskiej wchodzącej w skład Wyżyny Krakowsko-Częstochowskiej. Jest prawym dopływem rzeki Biała Przemsza. 
Początek Dębiesznicy daje Źródło Miłości u południowo-zachodnich podnóży porośniętego lasem wzniesienia Świniuszka (488 m). Znajduje się na wysokości 361 m i ma wydajność 6 l/s. Wypływająca z niego woda zaraz poniżej źródła przepływa betonowym przepustem pod drogą dając początek Dębiesznicy. Spływa ona w kierunku południowym, przepływając przez miejscowości Rodaki, Ryczówek i Klucze. W tej ostatniej na wysokości 319 m n.p.m. uchodzi do Białej Przemszy w jej rozlewisku przy drodze wojewódzkiej nr 791 Olkusz – Zawiercie. Koryto Dębiesznicy tworzy granicę między wsiami Rodaki, Chechło i Ryczówek.
Nazwa strugi po raz pierwszy pojawia się w 1451 r. jako „fluvius Dombyessznicza”, w 1543 r. jako „torrens Debyesznycza”. Na Mapie Obrębowej i innych mapach opisywana była błędnie jako „Dzdzenica”. Obecnie potocznie nazywana bywa „Dębieśnicą”, a przez okolicznych mieszkańców rzeką „Minóżka”. Spotykana była też nazwa „Dubeśnica".